# Elek Schwartz
Pour les articles homonymes, voir Schwartz.
Alexander Schwartz, parfois prénommé Elek, né le 23 octobre 1908 à Temesvár (en Autriche-Hongrie, aujourd'hui en Roumanie) et mort le 2 octobre 2000 à Haguenau (Bas-Rhin), est un footballeur et entraîneur roumain, naturalisé français.

## Biographie

### Joueur
Né à Temesvár (alors en Autriche-Hongrie), Elek Schwartz est transylvanien d'origine juive, de nationalité roumaine. Il joue au football dans des clubs locaux, l’équipe juive Kadima Timișoara, puis le CA Timișoara (en). Profitant d'une tournée en France du principal club de la ville, le Ripensia Timisoara, à laquelle il est convié il décide de faire carrière de footballeur en France, en tant que défenseur côté gauche.

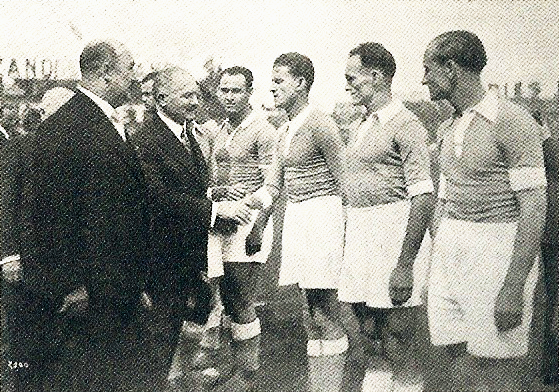
Finale de Coupe de France en 1937 : Schwartz est 4e en partant de la droite.

Il profite de la création du championnat de France professionnel en 1932 pour s'accorder avec le FC Hyères, qui est cependant relégué dès la saison inaugurale de la compétition. En 1934, à la suite de la faillite du club hyérois, il rejoint l'AS Cannes où il est titulaire et joue les premières places du championnat. En 1936 il signe au RC Strasbourg avec lequel il est finaliste de la Coupe de France en 1937. En deux saisons il joue 57 matchs avec le club alsacien. Il rejoint ensuite le Red Star Olympique à Paris avec lequel il remporte la Division 2 en 1939.

### Entraîneur
Avec la Seconde Guerre mondiale, il quitte la capitale. En 1939-1940, il est engagé à l'EDS Montluçon comme joueur entraîneur. Pendant l'occupation allemande de la France, il se fait discret pendant plusieurs années.
Après sa naturalisation, il se consacre au métier d'entraîneur. En 1947, l'AS Cannes lui confie son équipe première. Après une première saison moyenne, il quitte le poste en octobre 1948 alors que le club est dernier. De 1950 à 1952, il dirige l'AS Monaco, en D2, avec lequel il manque à deux reprises la montée dans l'élite de quelques points (74 matchs, dont 66 en championnat), puis Le Havre AC en 1952-1953, en D1, qu'il maintient de justesse.
En 1953, il quitte la France pour la Ruhr, en Allemagne. Il dirige pendant trois ans le SF Hamborn 07 de Duisbourg. Il fait monter en 1955 son club en Oberliga Ouest, le plus haut niveau accessible (la Bundesliga unique n'existe pas encore). Le club ne s'y maintient pas en 1955-1956. En 1956 (ou 1955 selon certaines sources), il est nommé sur le banc Rot-Weiss Essen, le champion d'Allemagne 1955 qui compte notamment dans ses rangs Helmut Rahn. Il termine la saison 1956-1957 à une décevante 8e place.

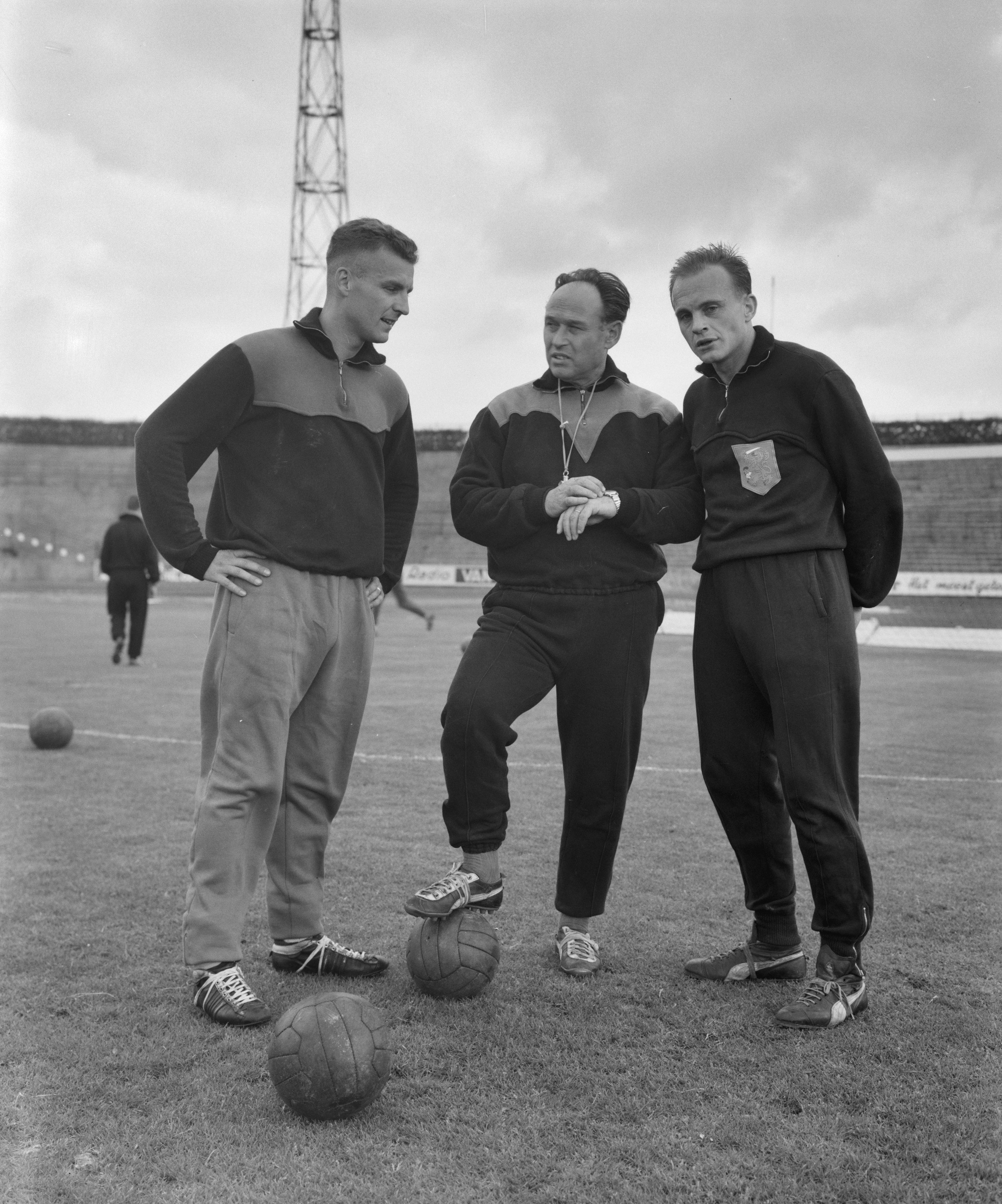
Elek Schwartz (au centre) en tant qu'entraîneur des Pays-Bas en 1961 à Bois-le-Duc. Hans de Koning (né en 1934) est à gauche et Piet Ouderland à droite.

En 1957, Schwartz est recruté par la Fédération des Pays-Bas de football pour prendre en main la sélection, une équipe alors mineure sur la scène mondiale qui vient de manquer la qualification pour la Coupe du monde 1958. Homme affable, cultivé et polyglotte, il est accueilli avec enthousiasme par le football néerlandais. En sept ans, il dispute 49 matchs, pour 19 victoires et 18 défaites, sans pouvoir la qualifier pour les grands tournois internationaux. La sélection, qui puise essentiellement dans les effectifs de l'Ajax Amsterdam, brille par son irrégularité. Si elle est assez logiquement devancée par la Grande-Bretagne pour les Jeux olympiques de 1960 et la Hongrie pour la Coupe du monde de 1962, c'est le Luxembourg qui l'élimine de la course à l'Euro 1964, alors qu'elle vient pourtant de battre la France et le Brésil de Pelé en match amical.
Schwartz quitte la sélection en 1964 et accepte l'offre du Benfica Lisbonne, champion du Portugal en titre, qui compte notamment Eusébio dans ses rangs. Il conserve le titre national et atteint la finale de la Coupe d'Europe des clubs champions en 1965, en éliminant notamment le Real Madrid CF. À Milan, les Portugais ne peuvent rien face au catenaccio imposé par l'Inter d'Helenio Herrera et s'inclinent 1-0.
Après cet échec européen, Schwartz revient en Allemagne, à l'Eintracht Francfort, où il adopte le 4-2-4 et impose une préparation physique intense et une grande discipline. En 1966-1967 l'équipe de Schwartz réalise sa meilleure saison : elle termine 4e du championnat d'Allemagne, atteint les demi-finales de la Coupe des villes de foires, ancêtre de la Coupe UEFA, dont elle est éliminée cruellement par le Dinamo Zagreb, et remporte deux trophées amicaux mais prestigieux, l'International football cup, précurseur de la Coupe Intertoto, et la Coupe des Alpes. En 1968 il laisse son poste au Erich Ribbeck.
Après un an de coupure, il accepte la proposition du FC Porto, le dauphin et grand rival de Benfica, à la suite de l'emblématique José Maria Pedroto. La saison se passe mal et Schwartz connaît des soucis de santé. Porto est éliminé de la Coupe des villes de foires 1969-1970 par Newcastle United dès le 2e tour. Schwartz laisse finalement l'équipe à son adjoint Vieirinha en février 1970, sur un bilan décevant de 6 victoires et 5 défaites en 15 matchs. L'équipe termine au 9e rang, le pire classement en championnat de son histoire.
En 1971, il reprend du service au Sparta Rotterdam, éliminé au 2e tour de la Coupe d'Europe des vainqueurs de coupe par l'Étoile rouge de Belgrade mais 4e en championnat. Il rejoint ensuite le Munich 1860, champion d'Allemagne dans les années 1960 relégué en Regionalliga Süd depuis 1970. Il manque de peu l'objectif d'une remontée en Bundesliga et démissionne. Il se retire alors du monde du football et s'installe en France, à Haguenau.
En novembre 1976, le RC Strasbourg, son ancien club, le contacte alors qu'il vient d'être relégué en deuxième division. Le club souhaite délester Heinz Schilcher, qui n'a que 29 ans, de son rôle d'entraîneur-joueur. À 68 ans, Elek Schwartz accepte et mène le Racing à la première place du groupe B, puis remporte le championnat de D2 en finale face à l'AS Monaco. Il laisse en fin de saison le banc à Gilbert Gress, qui offrira au club son seul titre de champion de France en 1979.
Il se retire à Haguenau où il termine sa carrière d'entraîneur au SR Haguenau, le club amateur local, pour lequel il mène une dernière pige en Division 3, en 1978-1979, à la suite du départ de Raymond Hild au RC Strasbourg,.

### Hommage
En 1996, il est invité par la Fédération des Pays-Bas de football à l'inauguration de l'Arena d'Amsterdam.

## Palmarès de joueur
RC Strasbourg
- Finaliste de la Coupe de France en 1937

 Red Star
- Champion de France D2 en 1939

## Palmarès d'entraîneur
Benfica Lisbonne
- Champion du Portugal en 1965
- Finaliste de la Coupe des clubs champions européens en 1965

 Eintracht Francfort
- Vainqueur de la International football cup en 1967
- Vainqueur de la Coupe des Alpes en 1967
- Demi-finaliste de la Coupe des villes de foires en 1967

 RC Strasbourg
- Champion de France D2 en 1977

## Statistiques
| Saison    | Club          | Pays   | Championnat      | Matchs | Buts |
| --------- | ------------- | ------ | ---------------- | ------ | ---- |
| 1932-1933 | FC Hyères     | France | National         | 18     | 0    |
| 1933-1934 | FC Hyères     | France | Division 2 (Sud) |        |      |
| 1934-1935 | AS Cannes     | France | Division 1       | 25     | 0    |
| 1935-1936 | AS Cannes     | France | Division 1       | 28     | 0    |
| 1936-1937 | RC Strasbourg | France | Division 1       | 29     | 0    |
| 1937-1938 | RC Strasbourg | France | Division 1       | 28     | 0    |
| 1938-1939 | Red Star      | France | Division 2       |        |      |

## Sources et références
1. ↑  (ro) Mister Schwartz, bănăţeanul care l-a antrenat pe Eusebio, romanialibera.ro, 6 janvier 2014
2. 1 2 3 4  (ro) Portocala mecanică, inventată de un antrenor din Recaș, AlinHuiu.ro, 24 juin 2012
3. 1 2  (en) France - Trainers of First and Second Division Clubs, RSSSF
4. ↑  SCHWARTZ Elek, ASM by Stf
5. ↑  Dutch National Team Coaches, RSSSF
6. ↑  (en) Games of the XVII. Olympiad, RSSSF
7. 1 2 3 4 5  Alexander Schwartz, la légende, racingstub.com
8. ↑  'Mister' Elek Schwartz, eintracht-archiv.de
9. ↑  Collectif, Il était une fois le Racing, Ronald Hirlé, Berger-Levrault, 1991, p. 22-23
10. ↑  Notice du joueur, racingstub.com
11. ↑  Alexander Schwartz, soccerdatabase.eu